# Deropeltis hanitschi
Deropeltis hanitschi är en kackerlacksart som beskrevs av Karlis Princis 1955. Deropeltis hanitschi ingår i släktet Deropeltis och familjen storkackerlackor. Inga underarter finns listade i Catalogue of Life.